# Корбо, Каспар
Каспар Корбо (нидерл. Caspar Corbeau, род. 3 апреля 2001, Санта-Круз, Калифорния) — нидерландский пловец, бронзовый призёр летних Олимпийских игр 2024 года, двукратный серебряный призёр чемпионата мира 2024 года, бронзовый призёр чемпионата мира 2025 года.

## Биография
Родился в штате Калифорния, есть американское гражданство.
Участвовал в Олимпийских играх 2020 года в Токио. Выходил на старт на дистанциях 100 и 200 метров брассом.
На чемпионате мира 2024 года в Дохе завоевал две серебряные медали. В индивидуальном заплыве на 200 метров брассом уступил только чемпиону, китайцу Дун Чжихао. Ещё одно серебро завоевал в составе эстафетной команды 4 по 100 метров комплексным плаванием.
На Олимпийских играх в Париже 31 июля стал бронзовым призёром на дистанции 200 метров брассом, уступив чемпиону Леону Маршану 1,95 секунды.
В 2025 году на чемпионате мира в Сингапуре на дистанции 200 метров брассом стал бронзовым призёром.